# Luigi Amicarelli
Luigi Amicarelli (Napoli, 15 novembre 1929 – Napoli, 17 settembre 2020) è stato un calciatore italiano, di ruolo interno.

## Carriera
Ha disputato 12 partite in Serie A con le maglie di Napoli e Verona.
Nella stagione 1960-1961 disputò con la Turris gli spareggi per la promozione in IV serie contro Angri, Caivanese ed Atripalda, durante i quali fu espulso nella gara contro l'Atripalda, segnò contro la Caivanese il gol della vittoria per 1-0 e l'ultima rete, su rigore, nella sconfitta per 4-3 contro l'Angri.

## Statistiche

### Presenze e reti nei club
| Stagione        | Squadra         | Campionato      | Campionato | Campionato | Coppa Italia | Coppa Italia | Coppa Italia | Coppe continentali | Coppe continentali | Coppe continentali | Altre coppe | Altre coppe | Altre coppe | Totale | Totale |
| Stagione        | Squadra         | Comp            | Pres       | Reti       | Comp         | Pres         | Reti         | Comp               | Pres               | Reti               | Comp        | Pres        | Reti        | Pres   | Reti   |
| --------------- | --------------- | --------------- | ---------- | ---------- | ------------ | ------------ | ------------ | ------------------ | ------------------ | ------------------ | ----------- | ----------- | ----------- | ------ | ------ |
| 1950-1951       | Napoli          | A               | 0          | 0          | -            | -            | -            | -                  | -                  | -                  | -           | -           | -           | 0      | 0      |
| 1952-1953       | Napoli          | A               | 4          | 0          | -            | -            | -            | -                  | -                  | -                  | -           | -           | -           | 0      | 0      |
| 1956-1957       | Napoli          | A               | 5          | 0          | -            | -            | -            | -                  | -                  | -                  | -           | -           | -           | 0      | 0      |
| Totale Napoli   | Totale Napoli   | Totale Napoli   | 9          | 0          |              | -            | -            |                    | -                  | -                  |             | -           | -           | 9      | 0      |
| Totale carriera | Totale carriera | Totale carriera | ?          | ?          |              | ?            | ?            |                    | ?                  | ?                  |             | ?           | ?           | ?      | ?      |